# TNA King of the Mountain Championship
TNA King of the Mountain Championship – nieaktywny tytuł mistrzowski utworzony przez amerykańską federację wrestlingu Total Nonstop Action Wrestling. Jego powstanie zostało ogłoszone 23 października 2008 roku podczas odcinka TNA Impact!. Pierwotnie nosił nazwę TNA Legends Championship. W kolejnych latach znany był również jako TNA Global Championship oraz TNA Television Championship. Został zdezaktywowany 13 sierpnia 2016 roku podczas nagrywania odcinka Impact Wrestling. Tytuł pojawił się również w Global Force Wrestling (GFW) w związku z wymianą zawodników między obiema federacjami.

## Historia tytułu

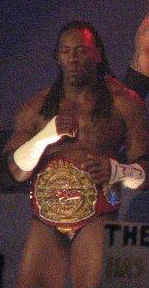
Booker T z pasem TNA Legends Championship

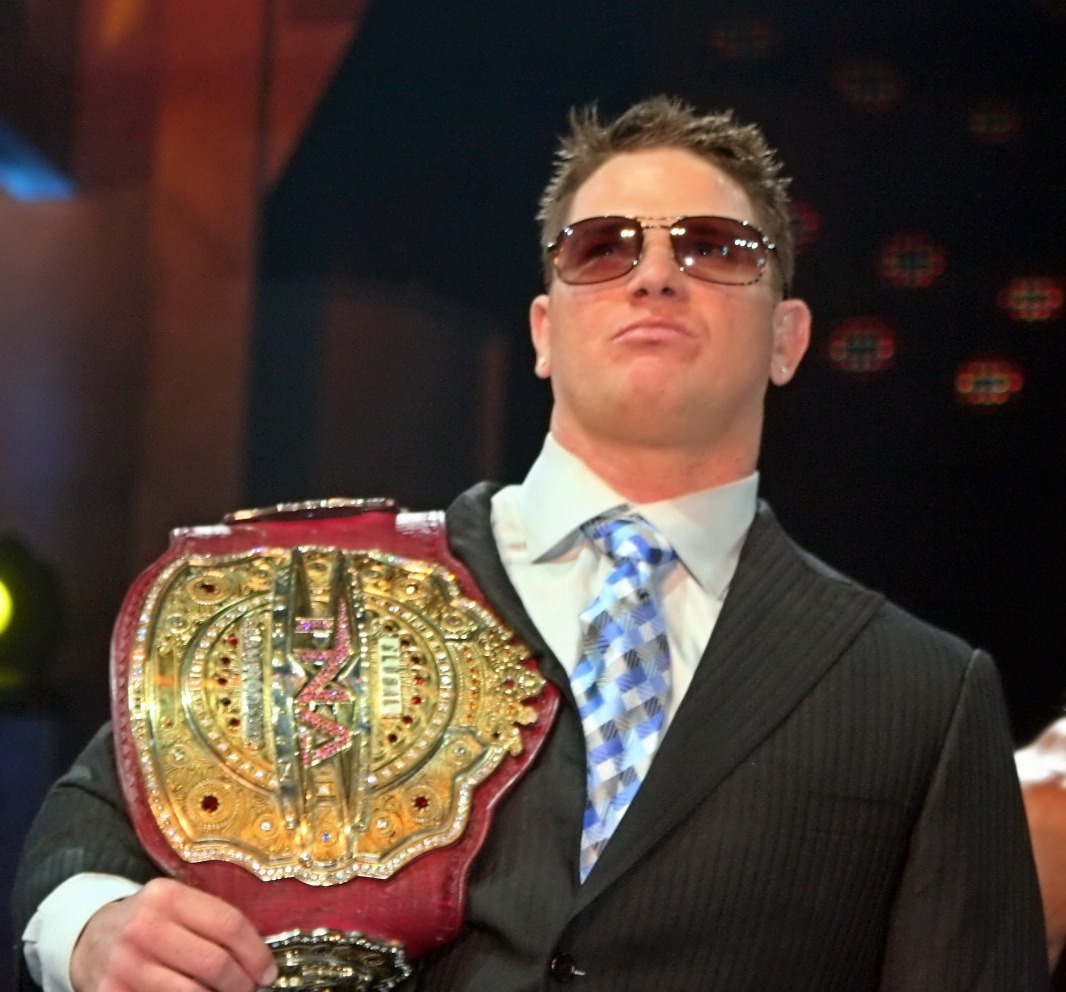
A.J. Styles z pasem TNA Global Championship

Tytuł został wprowadzony podczas trwającej rywalizacji (feudu) między młodymi zawodnikami a weteranami wrestlingu. 23 października 2008 roku Booker T ujawnił zawartość metalowej walizki, którą nosił przy sobie od kilku tygodni. Wyjął z niej pas i ogłosił się pierwszym TNA Legends Championem. Zadeklarował ponadto, że mistrzostwo należy do niego, dlatego będzie go bronił, gdy uzna to za słuszne.
15 marca 2009 roku na gali Destination X, A.J. Styles pokonał Bookera T i odebrał mu mistrzostwo. Zdobywszy je, Styles został pierwszym w historii TNA Grand Slam Championem. W swoim dorobku sportowym zdobył cztery tytuły federacji TNA o czterech stopniach wartości.
29 października 2009 roku podczas odcinka TNA Impact!, ówczesny mistrz Eric Young przemianował TNA Legends Championship na TNA Global Championship. Zadeklarował, że nie zamierza bronić go przeciw żadnemu amerykańskiemu zawodnikowi, ani na amerykańskiej ziemi. Pierwszy pojedynek zaprzeczył tej zasadzie. 10 grudnia 2010 roku walczył z japońską wrestlerką Hamadą w Orlando na Florydzie. Trzy kolejne obrony odbyły się zgodnie z powyższą deklaracją: walka z Suicidem w Glasgow, z Hamadą w Bournemouth oraz porażka z Robem Terrym w Cardiff. 22 lipca 2010 roku A.J. Styles pokonał Terry'ego, a tydzień później przemianował tytuł na TNA Television Championship. Zapowiedział również, że będzie go bronił podczas każdej edycji Impact! oraz gali pay-per-view.
3 lipca 2014 roku Kurt Angle, Dyrektor Wykonawczy TNA, oficjalnie zawiesił TNA Television Championship. Swoją decyzję uzasadnił brakiem zainteresowania mistrzostwem ze strony władz federacji, jak również podniesieniem poziomu rywalizacji o pozostałe tytuły.
25 czerwca 2015 roku TNA reaktywowało tytuł pod nazwą TNA King of the Mountain Championship. Jednocześnie oznajmiono, że pierwszym posiadaczem będzie zwycięzca King of the Mountain matchu podczas gali Slammiversary, która miała miejsce 28 czerwca 2015 roku. Zwycięzcą okazał się Jeff Jarrett, który pokonał Matta Hardy’ego, Drew Galloweya, Erica Younga i Bobby’ego Roode’a. Jarrett, założyciel i zarządca GFW, mógł używać tytułu w swojej federacji. Przedstawiano go przez około dwa tygodnie, gdy 9 lipca Eric Young przybył na live event federacji Jarretta, zaatakował go i uciekł z tytułem mistrzowskim (był to element storyline'u).
11 sierpnia Bobby Lashley odniósł zwycięstwo nad Jamesem Stormem w Title vs. Title matchu, efektem czego dołączył tytuł TNA King of the Mountain Championship do posiadanych przez siebie TNA World Heavyweight Championship oraz TNA X Division Championship. 12 sierpnia postanowił zunifikować pasy King of the Mountain i X Division z pasem wagi ciężkiej. Temu rozwiązaniu sprzeciwili się Billy Corgan i Dixie Carter (główni właściciele TNA). 13 sierpnia. Corgan oświadczył, że TNA King of the Mountain Championship zostało zdezaktywowane, a jego miejsce zajmie nowe mistrzostwo – Impact Grand.

### Nazwy
| Nazwy                                 | Daty                                        | Odn.          |
| ------------------------------------- | ------------------------------------------- | ------------- |
| TNA Legends Championship              | 23 października 2008 – 29 października 2009 | [ 1 ]         |
| TNA Global Championship               | 29 października 2009 – 29 lipca 2010        | [ 2 ]         |
| TNA Television Championship           | 29 lipca 2010 – 3 lipca 2014                | [ 3 ]         |
| TNA King of the Mountain Championship | 28 czerwca 2015 – 13 sierpnia 2016          | [ 15 ] [ 16 ] |

## Posiadacze pasa
| #  | Wrestler         | Panowanie | Data                 | Dni utrzymania | Lokalizacja            | Wydarzenie              | Notka | Odn.          |
| -- | ---------------- | --------- | -------------------- | -------------- | ---------------------- | ----------------------- | --- | ------------- |
| 1  | Booker T         | 1         | 23 października 2008 | 143            | Las Vegas, Nevada      | TNA Impact!             | Booker T ogłosił się pierwszym mistrzem po ujawnieniu pasa mistrzowskiego. Tytuł nosił nazwę TNA Legends Championship. Według scenariusza, na początku nie został zatwierdzony przez TNA.                                                 | [ 17 ]        |
| 2  | A.J. Styles      | 1         | 15 marca 2009        | 126            | Orlando, Floryda       | Destination X (2009)    | Podczas odcinka TNA Impact! z 19 marca 2009 Styles został uznany pierwszym w historii TNA Grand Slam Championem dzięki zdobyciu TNA Legends Championship. Gdy Styles stał się jego właścicielem, federacja oficjalnie zatwierdziła tytuł. | [ 18 ] [ 19 ] |
| 3  | Kevin Nash       | 1         | 19 lipca 2009        | 3              | Orlando, Floryda       | Victory Road (2009)     | | [ 20 ]        |
| 4  | Mick Foley       | 1         | 22 lipca 2009        | 25             | Orlando, Floryda       | TNA Impact!             | Pokonał Kevina Nasha w Tag Team matchu. Jego parterem był Bobby Lashley, natomiast partnerem Nasha był Kurt Angle. Zdobycie tytułu uwarunkowano przypięciem obecnego mistrza. Odcinek wyemitowano 30 lipca 2009 r.                        | [ 21 ]        |
| 5  | Kevin Nash       | 2         | 16 sierpnia 2009     | 63             | Orlando, Floryda       | Hard Justice (2009)     | | [ 22 ]        |
| 6  | Eric Young       | 1         | 18 października 2009 | 101            | Irvine, Kalifornia     | Bound for Glory (2009)  | Three Way match z udziałam Hernandeza. 29 października 2009 r. Eric Young przemianował tytuł na TNA Global Championship. | [ 9 ] [ 23 ]  |
| 7  | Rob Terry        | 1         | 27 stycznia 2010     | 167            | Cardiff, Walia         | Live event              | | [ 24 ]        |
| 8  | A.J. Styles      | 2         | 13 lipca 2010        | 145            | Orlando, Floryda       | TNA Impact!             | 29 lipca 2010 Styles przemianował tytuł na TNA Television Championship. Odcinek został wyemitowany 22 lipca 2010 r. | [ 25 ]        |
| 9  | Douglas Williams | 1         | 5 grudnia 2010       | 35             | Orlando, Floryda       | Final Resolution (2010) | | [ 10 ] [ 26 ] |
| 10 | Abyss            | 1         | 9 stycznia 2011      | 64             | Orlando, Floryda       | Genesis (2011)          | | [ 27 ]        |
| —  | Zawieszenie      | —         | 14 marca 2011        | —              | Orlando, Floryda       | TNA Impact!             | Odcinek wyemitowano 17 marca 2011 r. | [ 28 ]        |
| 11 | Gunner           | 1         | 14 marca 2011        | 64             | Orlando, Floryda       | TNA Impact!             | Gunner zdobył tytuł, pokonując Murphy’ego i Roba Terry’ego w Three Way matchu. Odcinek został wyemitowany 17 marca 2011 r. | [ 29 ]        |
| 12 | Eric Young       | 2         | 17 maja 2011         | 180            | Orlando, Floryda       | Impact Wrestling        | Odcinek został wyemitowany 26 maja 2011 r. | [ 30 ]        |
| 13 | Robbie E         | 1         | 13 listopada 2011    | 126            | Orlando, Floryda       | Turning Point (2011)    | | [ 31 ]        |
| 14 | Devon            | 1         | 18 marca 2012        | 192            | Orlando, Floryda       | Victory Road (2012)     | | [ 32 ]        |
| —  | Zawieszenie      | —         | 26 września 2012     | —              |                        |                         | Tytuł został zwakowany, gdy TNA nie doszło do porozumienia w sprawie nowego kontraktu z Devonem. | [ 33 ]        |
| 15 | Samoa Joe        | 1         | 27 września 2012     | 70             | Orlando, Floryda       | Impact Wrestling        | Zdobył tytuł, pokonując Mr. Andersona. | [ 34 ]        |
| 16 | Devon            | 2         | 6 grudnia 2012       | 178            | Orlando, Floryda       | Impact Wrestling        | | [ 35 ]        |
| 17 | Abyss            | 2         | 2 czerwca 2013       | 396            | Boston, Massachusetts  | Slammiversary (2013)    | | [ 36 ]        |
| —  | Zawieszenie      | —         | 3 lipca 2014         | —              |                        |                         | Dyrektor wykonawczy TNA Kurt Angle ogłosił dezaktywację tytułu. | [ 4 ]         |
| 18 | Jeff Jarrett     | 1         | 28 czerwca 2015      | 29             | Orlando, Floryda       | Slammiversary (2015)    | Tytuł został reaktywowany 25 czerwca 2015 i przemianowany na TNA King of the Mountain Championship. Jarrett zdobył go, pokonując Matta Hardy’ego, Drew Galloweya, Erica Younga i Bobby’ego Roode’a w King of the Mountain matchu.         | [ 37 ]        |
| —  | Zawieszenie      | —         | 27 lipca 2015        | —              | Orlando, Floryda       | Impact Wrestling        | Tytuł został zawieszony, gdy Jeff Jarrett stał się generalnym menadżerem TNA. Odcinek został wyemitowany 12 sierpnia 2015 r. | [ 38 ]        |
| 19 | PJ Black         | 1         | 27 lipca 2015        | 1              | Orlando, Floryda       | Impact Wrestling        | Pokonał Bobby’ego Lashleya, Chrisa Mordetzky'ego, Erica Younga i Robbiego E w King of the Mountain matchu i wygrał zawieszony tytuł. Odcinek został wyemitowany 12 sierpnia 2015 r.                                                       | [ 38 ]        |
| 20 | Bobby Roode      | 1         | 28 lipca 2015        | 162            | Orlando, Floryda       | Impact Wrestling        | Odcinek został wyemitowany 2 września 2015 r. | [ 39 ]        |
| 21 | Eric Young       | 3         | 6 stycznia 2016      | 73             | Bethlehem, Pensylwania | Impact Wrestling        | Odcinek został wyemitowany 12 stycznia 2016 r. | [ 40 ]        |
| 22 | Bram             | 1         | 19 marca 2016        | 35             | Orlando, Floryda       | Impact Wrestling        | Pokonał Erica Younga w Falls Count Anywhere matchu. Odcinek został wyemitowany 26 kwietnia 2016 r. | [ 41 ]        |
| 23 | Eli Drake        | 1         | 23 kwietnia 2016     | 82             | Orlando, Floryda       | Impact Wrestling        | Eli Drake wykorzystał walizkę Feast or Fired i pokonał Brama, który chwilę wcześniej wygrał pojedynek z Bobbym Lashleyem przez dyskwalifikację – został zaatakowany krzesłem. Odcinek został wyemitowany 31 maja 2016 r.                  | [ 42 ]        |
| 24 | James Storm      | 1         | 14 lipca 2016        | 28             | Orlando, Floryda       | Impact Wrestling        | Odcinek został wyemitowany 4 sierpnia 2016 r. | [ 43 ]        |
| 25 | Bobby Lashley    | 1         | 11 sierpnia 2016     | 1              | Orlando, Floryda       | Impact Wrestling        | Pokonał Jamesa Storma w Winner Takes All matchu. Na szali znalazły się również pasy TNA World Heavyweight oraz TNA X Division. | [ 44 ]        |
| —  | Zawieszenie      | —         | 12 sierpnia 2016     | —              | Orlando, Floryda       | Impact Wrestling        | Bobby Lashley zrezygnował z mistrzostwa, gdy Billy Corgan i Dixie Carter nie pozwolili mu go zunifikować z TNA World Heavyweight Championship. Odcinek został wyemitowany 18 sierpnia 2016 r.                                             | [ 14 ]        |
| —  | Dezaktywacja     | —         | 13 sierpnia 2016     | —              | Orlando, Floryda       | Impact Wrestling        | Corgan zdezaktywował mistrzostwo. Jego miejsce zajęło Impact Grand Championship. Odcinek został wyemitowano 9 września 2016 r. | [ 15 ]        |

## Łączna liczba posiadań

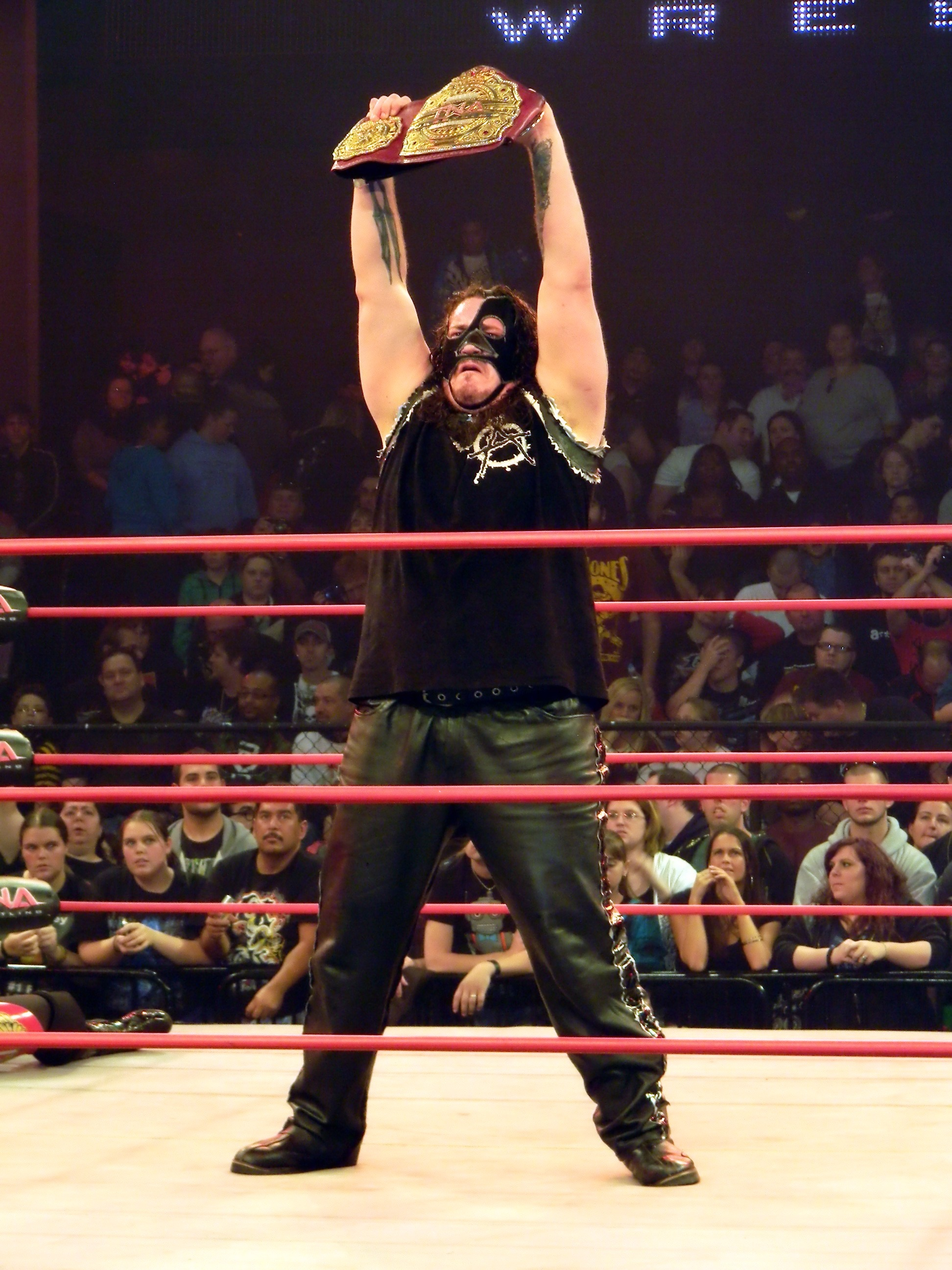
Abyss z pasem TNA Television Championship

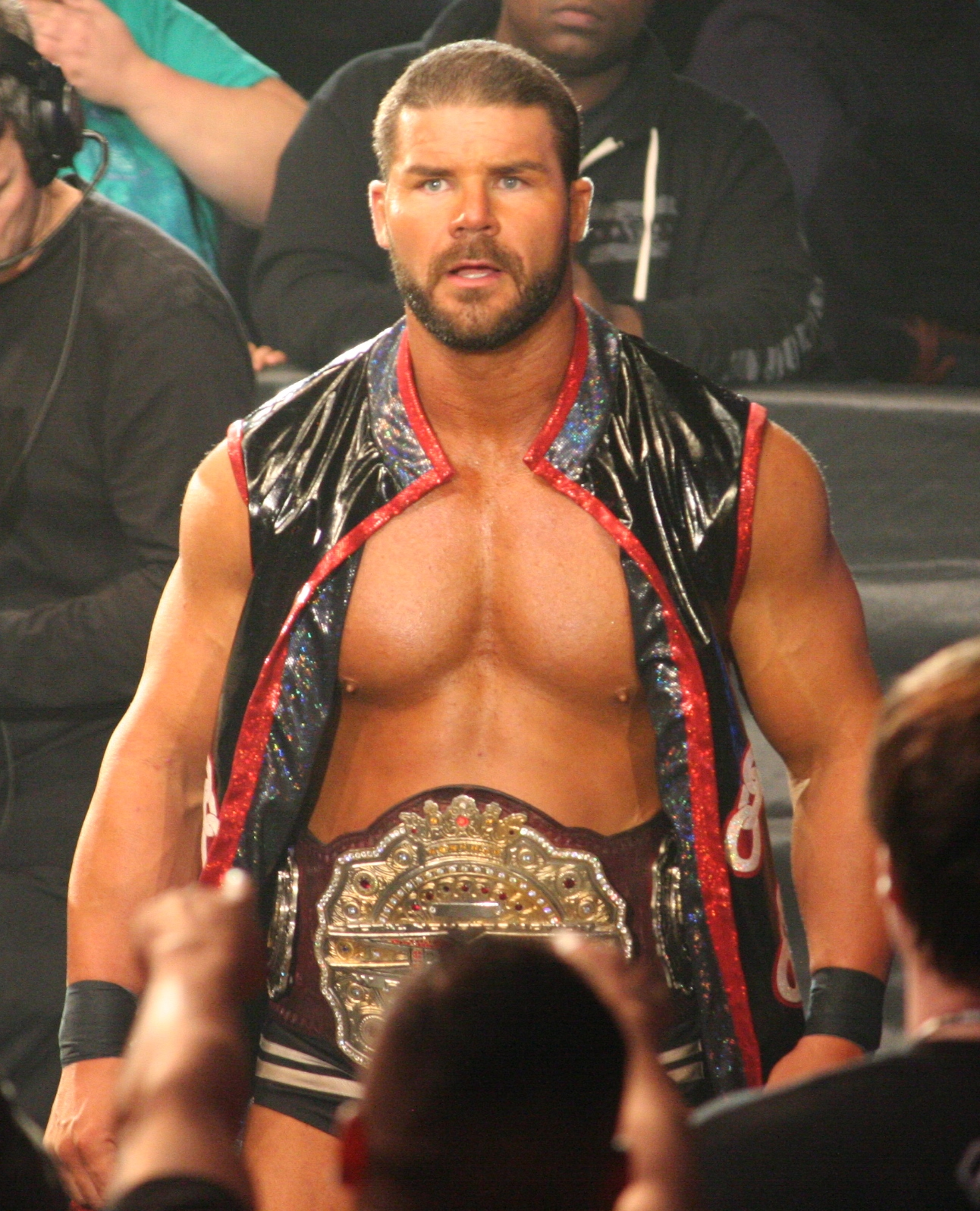
Bobby Roode z pasem TNA King of the Mountain Championship

| Miejsce | Wrestler         | Liczba panowań | Dni posiadania |
| ------- | ---------------- | -------------- | -------------- |
| 1       | Abyss            | 2              | 460            |
| 2       | Devon            | 2              | 370            |
| 3       | Eric Young       | 3              | 354            |
| 4       | A.J. Styles      | 2              | 271            |
| 5       | Rob Terry        | 1              | 167            |
| 6       | Bobby Roode      | 1              | 162            |
| 7       | Booker T         | 1              | 143            |
| 8       | Robbie E         | 1              | 126            |
| 9       | Eli Drake        | 1              | 82             |
| 10      | Samoa Joe        | 1              | 70             |
| 11      | Kevin Nash       | 2              | 66             |
| 12      | Gunner           | 1              | 64             |
| 13      | Douglas Williams | 1              | 35             |
| 13      | Bram             | 1              | 35             |
| 15      | Jeff Jarrett     | 1              | 29             |
| 16      | James Storm      | 1              | 28             |
| 17      | Mick Foley       | 1              | 25             |
| 18      | Bobby Lashley    | 1              | 1              |
| 19      | PJ Black         | 1              | 1              |